# داستان‌هایی از حماسه شمشیر زمرد
داستان‌هایی از حماسهٔ شمشیر زمرد (به انگلیسی: Tales from the Emerald Sword Saga) آلبومی گردآوری‌شده از گروه سمفونیک پاور متال ایتالیایی راپسودی (آو فایر) است که در سال ۲۰۰۴ منتشر شد. در این آلبوم تِرَک‌هایی از ۵ آلبوم نخستین گروه که داستانی حماسی موسوم به حماسهٔ شمشیر زمرد را شکل می‌دادند انتخاب شده‌است.

## فهرست آهنگ‌ها
کار آهنگسازی تمامی ترک‌های این آلبوم برعهدهٔ لوکا توریلی و آلکس استاروپولی بوده و توریلی کار ترانه‌سرایی را نیز انجام داده‌است.
| شماره      | نام                                                                           | مدت   |
| ---------- | ----------------------------------------------------------------------------- | ----- |
| ۱.         | «Warrior of Ice» (برگرفته از آلبوم داستان‌های افسانه‌ای، ۱۹۹۷)                  | ۶:۰۲  |
| ۲.         | «Rage of the Winter (ورژن سمفونیک)» (برگرفته از تک‌آهنگ نیروی تندر مقدس، ۲۰۰۰) | ۴:۴۸  |
| ۳.         | «Forest of Unicorns» (برگرفته از آلبوم داستان‌های افسانه‌ای، ۱۹۹۷)              | ۳:۲۴  |
| ۴.         | «Land of Immortals (بازاجرا)» (برگرفته از تک‌آهنگ شمشیر زمردین، ۱۹۹۸)          | ۴:۵۲  |
| ۵.         | «Emerald Sword» (برگرفته از آلبوم سمفونی سرزمین‌های طلسم‌شده، ۱۹۹۸)             | ۴:۲۱  |
| ۶.         | «Wisdom of the Kings» (برگرفته از آلبوم سمفونی سرزمین‌های طلسم‌شده، ۱۹۹۸)       | ۴:۲۹  |
| ۷.         | «Wings of Destiny» (برگرفته از آلبوم سمفونی سرزمین‌های طلسم‌شده، ۱۹۹۸)          | ۴:۲۸  |
| ۸.         | «Riding the Winds of Eternity (Edit)»                                         | ۳:۴۸  |
| ۹.         | «Dawn of Victory» (برگرفته از آلبوم طلوع پیروزی، ۲۰۰۰)                        | ۴:۴۷  |
| ۱۰.        | «Holy Thunderforce (Remix)»                                                   | ۴:۲۱  |
| ۱۱.        | «Village of Dwarves» (برگرفته از آلبوم طلوع پیروزی، ۲۰۰۰)                     | ۳:۵۲  |
| ۱۲.        | «Rain of a Thousand Flames» (برگرفته از آلبوم باران هزار شعله، ۲۰۰۱)          | ۳:۴۷  |
| ۱۳.        | «Knightrider of Doom» (برگرفته از آلبوم قدرت آتش اژدها، ۲۰۰۲)                 | ۳:۵۷  |
| ۱۴.        | «March of the Swordmaster» (برگرفته از آلبوم قدرت اژدها، ۲۰۰۲)                | ۵:۰۴  |
| ۱۵.        | «Power of the Dragonflame» (برگرفته از آلبوم قدرت اژدها، ۲۰۰۲)                | ۴:۲۷  |
| ۱۶.        | «Lamento Eroico» (برگرفته از آلبوم قدرت اژدها، ۲۰۰۲)                          | ۴:۳۹  |
| مجموع مدت: | مجموع مدت:                                                                    | ۷۰:۵۸ |

## اعضا
اصلی
- فابیو لیونه - خواننده
- لوکا توریلی - گیتار، گیتار آکوستیک
- آلکس استاروپولی - کیبورد، هارپسیکورد، پیانو
- الساندرو لوتا - گیتار بیس
- دانیل کاربونرا - درامز
- الیور هولتزوارت - درامز

مهمان
- ساشا پیت - گیتار بیس، گیتار آکوستیک، ماندولین، بالالایکا
- پل اف. بوئنکه - ویلن سل
- هاگان کوهر - ویلن سل
- آندره نیگنفیند - کنترباس
- اشتفان هورتز - هارپسیکورد
- سورن لئوپولد - لوت باروک
- مانوئل استاروپولی - اوبوا، فلوت ریکوردر
- جی لنسفورد - راوی
- نادیا بلیر - راوی زن